# Aldo Agroppi
Aldo Agroppi (14. dubna 1944, Piombino - 2. ledna 2025, Piombino) byl italský fotbalista, záložník. Po skončení aktivní kariéry působil jako trenér.

## Fotbalová kariéra
Začínal v Atletico Piombino SSD. V roce 1963 přestoupil do FC Torino, ale hrál na hostování v nižších soutěžích za Ternana Calcio a Potenza Calcio. V letech 1967-1975 nastupoval za FC Torino. S týmem dvakrát vyhrál italský fotbalový pohár. Aktivní kariéru zakončil v letech 1975-1977 v Serii A v týmu AC Perugia. V Poháru mistrů evropských zemí nastoupil ve 4 utkáních a dal 1 gól a v Poháru vítězů pohárů nastoupil v 8 utkáních a dal 1 gól. Za  italskou reprezentaci nastoupil v letech 1972-1973 v 5 utkáních.

## Ligová bilance
| Ročník            | Zápasy | Góly | Klub           |
| ----------------- | ------ | ---- | -------------- |
| Serie C 1965/1966 | 26     | 6    | Ternana Calcio |
| Serie B 1966/1967 | 35     | 3    | Potenza Calcio |
| Serie A 1967/1968 | 25     | 2    | Turín Calcio   |
| Serie A 1968/1969 | 29     | 2    | Turín Calcio   |
| Serie A 1969/1970 | 27     | 0    | Turín Calcio   |
| Serie A 1970/1971 | 27     | 1    | Turín Calcio   |
| Serie A 1971/1972 | 29     | 6    | Turín Calcio   |
| Serie A 1972/1973 | 26     | 3    | Turín Calcio   |
| Serie A 1973/1974 | 25     | 0    | Turín Calcio   |
| Serie A 1974/1975 | 24     | 1    | Turín Calcio   |
| Serie A 1975/1976 | 21     | 2    | AC Perugia     |
| Serie A 1976/1977 | 16     | 0    | AC Perugia     |
| CELKEM Serie A    | 249    | 17   |                |